# Marcelo Birmajer
Marcelo Birmajer (Buenos Aires, 29 de noviembre de 1966) es un escritor y guionista argentino. Sus obras abarcan distintos géneros como el cuento, la novela, el ensayo, el guion, entre otros. Por sus obras ha recibido premios, menciones y becas, y varios de sus libros se tradujeron al italiano, holandés, alemán y portugués. También colaboró en distintos medios gráficos, tanto nacionales como extranjeros. Su obra más conocida es Un crimen secundario.

## Biografía
A los diecinueve años comenzó a desempeñarse como redactor de historietas de la revista Fierro. Ha escrito las novelas Un crimen secundario (1991), Derrotado por un muerto (1993), El alma al diablo (1990), Fábulas salvajes (1996), El abogado del marciano (1998), No tan distinto (1999) y Tres mosqueteros (2011) y los libros de cuentos, Ser humano y otras desgracias (1997), Historias de hombres casados (1999), Nuevas historias de hombres casados (2016), Últimas historias de hombres casados (2017), Hechizos de amor (2002).  Y El túnel de los pájaros muertos (2015)
Ha sido galardonado con el premio Konex 2004 en el campo de la literatura juvenil. Nuevamente en 2011 recibió el Premio Konex junto a Daniel Burman como guionista de cine.
Es coautor del guion cinematográfico El abrazo partido (Daniel Burman, 2001)
Ha publicado con frecuencia en los diarios españoles ABC, El País y El Mundo. Escribe semanalmente en la revista Ya, del diario El Mercurio (de Santiago de Chile), como también lo hace para el diario Clarín (de Buenos Aires, Argentina).
En 2019 fue víctima de una agresión en la vía pública.

## Obras

### Teatro
- El amor en una isla desierta, comedia. Guion: Marcelo Birmajer. Producción Claudia Mazer,  2013 (con quien tendrá un affaire amoroso que pocos años despues provocará su divorcio, esta historia inspirará el libro un poco invisible, que cuenta algo del enamoramiento ocasional).

### Ensayo
- Historieta, la imaginación al cuadrado, ensayo, Buenos Aires, Ediciones Dialéctica, 1988.

### Novela
- Un crimen secundario, con ilustraciones de Rafael Segura, Buenos Aires, Ediciones Colihue, 1992.
- Derrotado por un muerto, con ilustraciones de Patricia Breccia, Buenos Aires, Ediciones Colihue, 1993.
- El alma al diablo, Bogotá, Grupo Editorial Norma, 1995.
- Un veneno saludable, con ilustraciones de Augusto Costanzo, Buenos Aires, Ediciones Colihue, 1995.
- El abogado del marciano, Bogotá, Grupo Editorial Norma, 1997.
- El fuego más alto, Bogotá, Grupo Editorial Norma, 1997.
- La segunda cabeza. Noticias extrañas I, Bogotá, Grupo Editorial Norma, 1999.
- La máquina que nunca se apagaba. Noticias extrañas II, Bogotá, Grupo Editorial Norma, 1999.
- Jugar a matar. Noticias extrañas III, Bogotá, Grupo Editorial Norma, 1999.
- No tan distinto, Grupo Editorial Norma, 1999.
- Tres mosqueteros, Madrid, Editorial Debate, 2001.
- Una vida más. Noticias extrañas IV, Bogotá, Grupo Editorial Norma, 2003.
- El siglo XX, novela, México D.F., Editorial Fondo de Cultura Económica, 2004.
- Tres hombres elegantes, Buenos Aires, Emecé, 2006.
- Historia de una mujer, Buenos Aires, Editorial Seix-Barral, 2007.
- La isla sin tesoro, con ilustraciones de Alberto Pez, Buenos Aires, Editorial Alfaguara Juvenil, 2008.
- Juicio al Ratón Pérez, con ilustraciones de Alberto Pez, Buenos Aires, Editorial Alfaguara Juvenil, 2009.
- Un poco invisible, Grupo Editorial Norma, 2011.
- El club de las necrológicas, Buenos Aires, Sudamericana, 2012.
- El suplente, Oceano travesía, 2012.
- El túnel de los pájaros muertos, Editorial Alfaguara Juvenil, 2013.
- Las nieves del tiempo, Sudamericana, 2014.
- Escape a la India, Loqueleo, 2017.
- El rescate del mesías, Sudamericana, 2018.
- Martín Fierro Siglo XXI, Edhasa, 2022. Escrita junto a su hijo Simón Birmajer.

### Cuento, fábula, historieta, humor
- Noches blancas, historieta, guion, con ilustraciones de Huadi, Buenos Aires, Editorial libros del Quirquincho, 1993.
- Fábulas salvajes, fábula, con ilustraciones de María Gabriela Forcadell, Buenos Aires, Editorial Sudamericana, 1996.
- Ser humano y otras desgracias, cuentos humorísticos, Buenos Aires, Ediciones de La Flor, 1997
- Antología del cuento fantástico, selección, prólogo y un cuento, Buenos Aires, Editorial Troquel, 1998.
- Mitos y recuerdos, cuentos, con ilustraciones de Augusto Costanzo, Buenos Aires, Editorial El Ateneo, 1999.
- Historias de hombres casados, cuentos, Buenos Aires - Madrid, Editorial Alfaguara, 1999.
- Piedras volando sobre el agua, cuentos, Buenos Aires, Editorial Alfaguara, 2000.
- No es la mariposa negra, cuentos, Buenos Aires, Editorial Sudamericana Joven, 2000.
- Garfios, cuentos, con ilustraciones de Huadi, Buenos Aires, Editorial Sudamericana, 2001.
- Hechizos de amor, cuentos, con ilustraciones de Mariano Lucano, Buenos Aires, Ediciones Santillana, 2001.
- Nuevas historias de hombres casados, cuentos, Buenos Aires - Madrid, Editorial Alfaguara, 2002.
- Me gustaba más cuando era hijo. Confesiones de un padre, Buenos Aires, Editorial Sudamericana, 2003.
- La muerte de Matusalén y otros cuentos de Isaac Bashevis Singer, traducción inglés-español de Marcelo Birmajer, Norma Grupo Editorial, 2003.[6][7]
- Los caballeros de la rama, cuentos, con ilustraciones de Pablo Bernasconi, Buenos Aires, Editorial Alfaguara, 2003.
- Últimas historias de hombres casados, cuentos, Editorial Seix Barral, 2004.
- El compañero desconocido (diez recuerdos inventados), cuentos, con ilustraciones de María alcobre, Buenos Aires, Editorial Alfaguara Juvenil, 2005.
- Fábulas salvajes, fábulas, con ilustraciones de Alberto Pez, Buenos Aires, Editorial Alfaguara Juvenil, 2006.
- Mitos y recuerdos, cuentos, mito, con ilustraciones de Alberto Pez, Buenos Aires, Editorial Alfaguara Juvenil, 2007.
- Hechizos de amor, cuentos, con ilustraciones de Mariano Lucano, Buenos Aires, Editorial Alfaguara Juvenil, 2010.
- No corras que es peor, cuentos, Alfaguara juvenil, 2014.
- La mesa del olvido y otros cuentos de amor, Edhasa, 2020.

### Literatura erótica
- Eso no, literatura erótica, Barcelona, Tusquets Ediciones, 2003. Colección de relatos centrados en el sexo anal.

### Cine, TV, radio
- TV-ZOO, guionista de 40 capítulos, 1992.[8]
- Un día con Ángela, cortometraje, guion: Marcelo Birmajer y Julia Solomonoff, 1993.[9]
- El otro lado, investigador periodístico,1994.[10]
- Cuatro vientos y el saxo mágico, libro teatral, (sin fecha).[10]
- sin dato, dos columnas semanales, columnista, radio Jay, 1999-2000.
- sin dato, programa diario, columnista, radio Jay, 1999-2000.
- Sol de noche, documental, textos, 2002.[11]
- Un cuento de navidad, telefilm, basada en el cuento homónimo escrito por Marcelo Birmajer, 2003.[12]
- No matarás, documental, guion y actuación: Marcelo Birmajer, 2004.
- El abrazo partido, comedia, guion: Daniel Burman y Marcelo Birmajer, 2004.[13]
- La vereda de la sombra, documental, entrevistado: Marcelo Birmajer, 2005.[14]
- City Hunters, Animación, guion: Marcelo Birmajer, Esther Feldman, Pedro Saborido, Esteban Seimandi, 2006.
- Cincuenta, inédita, guion: Marcelo Birmajer.[15]

### Diarios y revistas
- Nueva Presencia, periódico, redactor, (sin fecha).
- Aurora, revista, corresponsal argentino, (sin fecha).
- Fierro, revista, staff, 1986.
- Sátira/12, suplemento humorístico del periódico Página/12 redactor usando el pseudónimo de Beni Danguto, (sin fecha).
- Nuevo Sur, diario, redactor, 1989.
- Primer Plano, suplemento cultural de Página/12, 1989.
- Man, revista edición argentina editada por Grupo Z de España, redactor, coordinador de la 'Página joven', 1989,
- Nueva Sion, periódico, colaborador permanente, 1989.
- 13/20, revista juvenil, colaborador, 1992-1993.
- Vos entre todas, revista juvenil, colaborador, 1992-1993.
- La nave, periódico electrónico juvenil, director editorial, mayo a diciembre de 1996.
- La revista, revista del diario La Nación, artículos y cuentos.
- Viva, revista del diario Clarín, artículos y cuentos.
- Ya, revista del diario El mercurio, colaborador.
- "ABC", periódico de España, colaboraciones.
- El mundo, periódico de España, colaboraciones.
- El país, periódico de España, colaboraciones.

## Premios
- Primer Premio del Certamen Metropolitano de Espectáculos Infantiles, organizado por la Municipalidad de la Ciudad de Buenos Aires por Cuatro vientos y el saxo mágico.
- Mención especial en el Premio Nacional de la Secretaría de Cultura de la Nación a la producción 1994-1997 por Fábulas salvajes.
- Oso de Plata en la Berlinale (Berlín, Alemania) por El abrazo partido, 2004.[16]
- Premio Konex Diploma al Mérito en la disciplina Literatura Juvenil, 2004.[17]
- Finalista Premio Norma-Fundalectura 1996 por El abogado del marciano.
- Mención Premio al Mejor Libro de Literatura Juvenil otorgado por Fundación El libro y Destacados de ALIJA 2002 por No es la mariposa negra.
- Premio Konex Diploma al Mérito conjuntamente con Daniel Burman en la disciplina Guion de Cine, 2011.[17]